# Omsk

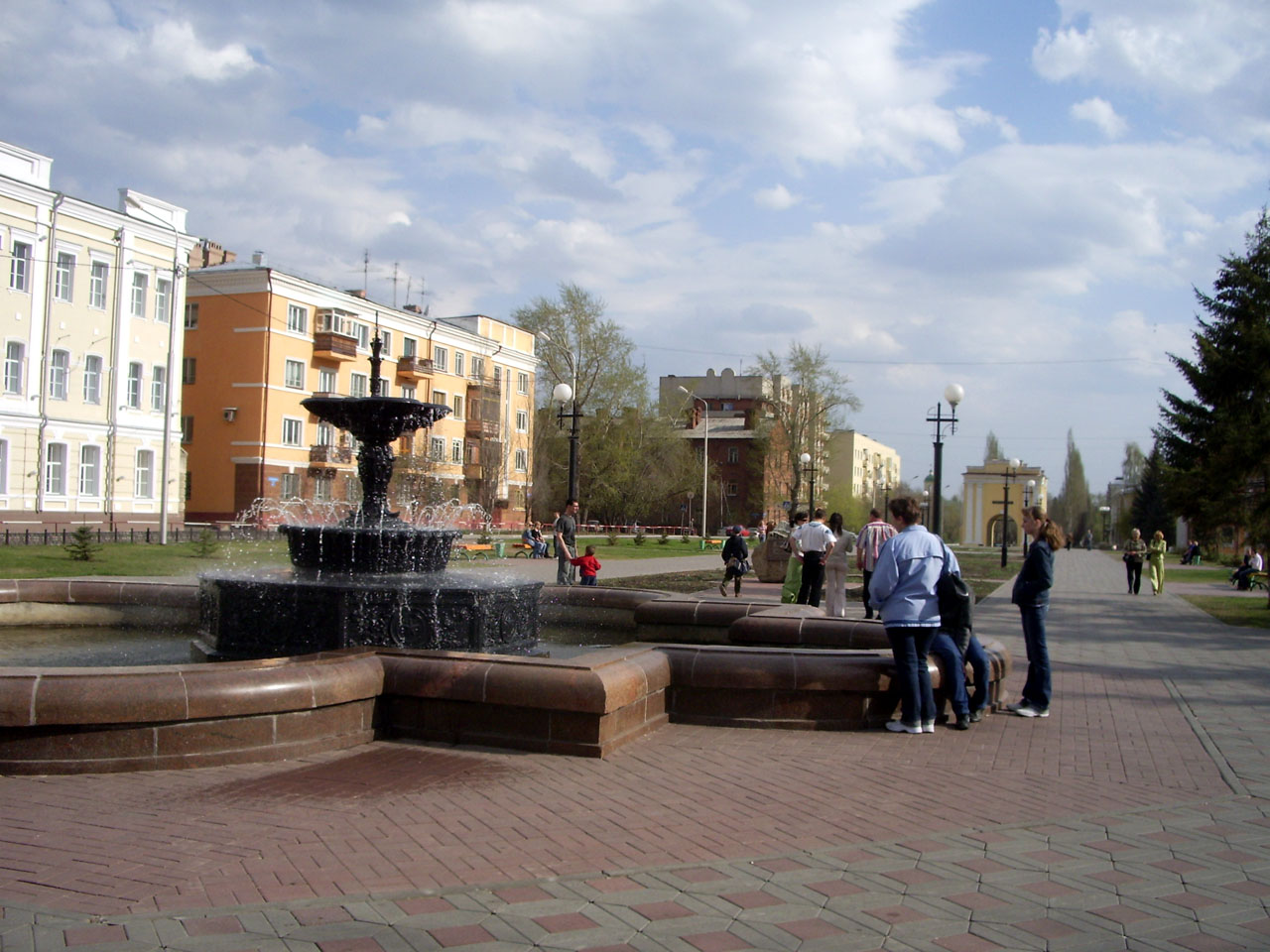
Carrer de Tara, al centre d'Omsk

Omsk (en rus: Омск) és una ciutat russa al sud-oest de Sibèria, capital de l'óblast d'Omsk i la segona en nombre d'habitants del Districte Federal de Sibèria. La població ha crescut de 53.050 habitants l'any 1900 fins als 1.140.200 habitants de 2003. La distància que la separa de Moscou és de 2.700 km.
Durant el temps de la Rússia Imperial, Omsk fou la residència primer del Governador General de Sibèria Occidental i, posteriorment, del Governador General de les Estepes. Posteriorment, durant la Guerra Civil Russa (1918-1919) fou proclamada capital de Rússia i acollí les reserves d'or de l'Imperi. Actualment, la ciutat és el centre administratiu dels cosacs de Sibèria, la seu del Bisbat d'Omsk i Tara, i la seu de l'imam de Sibèria.

## Situació geogràfica
La ciutat està situada a la riba nord del riu Irtix, on aquest conflueix amb el riu Om. Es troba a 87 metres d'altitud i sobre la traça del ferrocarril Transsiberià. A 2.700 kilòmetres a l'est de Moscou, la ciutat esdevé el node central de carreteres a la regió mitjana de la Federació Russa.

## Història
L'any 1716 es va aixecar a l'emplaçament actual de la ciutat una fortalesa militar, construïda amb fusta, amb la qual Rússia volia protegir els seus habitants i interessos a la regió de les estepes, amenaçada per les tribus mongols dels djungars. A finals del segle xviii, Omsk va esdevenir la localitat més fortificada de tota Sibèria. En aquella època es va aixecar una presó que posteriorment va rebre certs personatges il·lustres, com ara bé Fiódor Dostoievski.
A la segona meitat del segle xix, Moscou traslladà el govern de Sibèria Occidental des de Tobolsk fins a Omsk, convertida així en capital. Aquesta nova funció administrativa va permetre el creixement de la localitat, que des de 1894 va comptar amb el ferrocarril que la comunicava amb Moscou, l'Àsia central i la Xina. Aquesta millora en el transport va tenir un important paper en el creixement econòmic d'Omsk.
Durant la Guerra Civil, l'almirall Koltxak, ajudat per la reserva imperial d'or, traslladada a Omsk des de Moscou, formà un exèrcit de gairebé 400.000 homes, entre els quals s'hi trobaven nombrosos cosacs.
Posteriorment, el govern soviètic traslladà la capital de Sibèria Occidental a la nova ciutat de Novonikolàievsk, avui coneguda com a Novossibirsk. Aquest trasllat portà a Omsk a perdre bona part de la seva activitat cultural.